# Juan Pablo González González
Juan Pablo González González (Segovia, 27 de enero de 1961), también conocido como Juan Pablo González-Herrero, es un juez español, en comisión de servicios en la Audiencia Nacional desde junio de 2015. 

## Biografía
Hijo del abogado Manuel González Herrero, historiador de Segovia, promotor de Segovia como región uniprovincial y de la recuperación como dominio público de los montes de Valsaín.
Tiene tres hermanos: el fiscal y consejero de la  Oficina Europea de Lucha Antifraude (OLAF) Joaquín González-Herrero, el abogado, exdiputado y empresario Manuel González-Herrero y Julia González-Herrero –abogada–.
Es licenciado en Derecho por la Universidad Complutense de Madrid (1981-86).

### Carrera judicial
En 1989, ingresó en la carrera judicial por oposición y, en 1992, ascendió por antigüedad a magistrado. 
Sus primeros destinos fueron: Juzgado de Primera Instancia e Instrucción de Astorga (1990) y de Santoña (1991), n.º 8 de Barcelona (1992), n.º 12 de Bilbao (1993), n.º 14 de Bilbao (1997).
En 1994, fue miembro electo de la Sala de Gobierno del TSJ del País Vasco y, en 1998, magistrado-juez decano de los Juzgados de Bilbao.

#### Consejo General del Poder Judicial
En 2001, se presentó al Consejo General del Poder Judicial (CGPJ) por la Asociación Profesional de la Magistratura (APM) y resultó seleccionado por el Senado –donde el Partido Popular tenía mayoría absoluta– junto a otros nueve magistrados, entre otros Enrique López López, José Merino Jiménez, Enrique Míguez Alvarellos, Javier Martínez Lázaro y Juan Carlos Campo Moreno. Permaneció como representante del CGPJ para el País Vasco hasta 2008. Durante el periodo en que fue vocal, firmó un voto particular discrepante, junto al vocal Requero Ibáñez, contra el acuerdo de pleno del Consejo General del Poder Judicial de 22 de noviembre de 2006 por el que se desestimaba el recurso del juez de Sagunto Pablo de la Rubia que defendía que los jueces del Registro Civil podían negarse a tramitar expedientes sobre matrimonios homosexuales en aplicación de su derecho a la objeción de conciencia. Así, González y Requero consideraban que "es legítimo y conforme a Derecho el planteamiento de una objeción de conciencia que, fundada en motivos religiosos, encierra una clara demanda de tutela de su derecho a la libertad religiosa, demanda que el CGPJ, en virtud de la obligación que constitucionalmente le viene impuesta, no puede obviar ni eludir".
En 2007, publicó varios artículos criticando el proceso de paz con ETA de Rodríguez Zapatero.
En un artículo suyo de 2008, titulado El nacionalismo contra la justicia, atribuyó al ejecutivo vasco "tolerancia" y "connivencia" con ETA por las manifestaciones contra el fallo del Tribunal Supremo en el caso Atutxa, que llevó a que los servicios jurídicos del Gobierno vasco enviaran una queja formal al CGPJ.

#### Magistrado de enlace en Francia
Tras su paso por la Audiencia Provincial de Vizcaya (de 2008 a 2011) y la Audiencia Provincial de Madrid (de 2011 a 2012), el 23 de marzo de 2012 fue nombrado por el gobierno de Mariano Rajoy magistrado de enlace en Francia, sustituyendo a Manuel García-Castellón. Ejerció hasta su regreso al anterior puesto de magistrado de la Audiencia Provincial de Madrid, donde estuvo desde el 3 de mayo hasta junio de 2015.

#### Audiencia Nacional
En 2012 y en 2017, fue candidato a la presidencia de la Sala de lo Penal de la Audiencia Nacional y, en 2014, a la presidencia de la Audiencia Nacional, aunque sin conseguir ser elegido en ninguna de las tres ocasiones.
En junio de 2015, fue nombrado por la comisión permanente del CGPJ para ocupar destino en comisión de servicios en la Sala de lo Penal de la Audiencia Nacional. Primeramente, sustituyendo al juez Gómez Bermúdez como magistrado de enlace en Francia, hasta la incorporación de la jueza Carmen Lamela. Posteriormente, quedando adscrito para refuerzo de la Sala de lo Penal, Secciones Tercera y Segunda.

#### Caso Valtònyc
El rapero Josep Miquel Arenas, conocido como Valtònyc, fue detenido el 23 de agosto de 2012 por la Policía Nacional. Se le acusaba de enaltecimiento del terrorismo, apología al odio ideológico, incitación a la violencia e injurias a la Corona en la letra de sus canciones. El 22 de febrero de 2017, el tribunal de la Audiencia Nacional, formado por Concepción Espejel (presidenta y ponente), Enrique López y Juan Pablo González, lo condenó a 3 años y medio de cárcel. El Tribunal Supremo ratificó la sentencia el 20 de febrero de 2018.

##### Caso Gürtel
El 4 de diciembre de 2017, la Sección Segunda de la Sala de lo Penal de la Audiencia Nacional le designó –junto a Julio de Diego y María José Rodríguez– como miembro de cuatro tribunales que deberán juzgar piezas separadas del caso Gürtel. En estas piezas separadas, como la de los papeles de Bárcenas sobre la caja B del Partido Popular, la visita del Papa a Valencia, el caso Jerez y el caso Aena, será ponente. Sustituye al juez Enrique López, que había sido recusado junto con Concepción Espejel por afinidad con el Partido Popular. Pero esta designación se ha anunciado que será también recusada por la acusación del PSPV y de Izquierda Unida. Primeramente, porque entre los senadores que apoyaron a Juan Pablo González como vocal del CGPJ estaban Esperanza Aguirre, Pío García Escudero, Jesús Sepúlveda Recio, Luis Fraga Egusquiaguirre y Tomás Burgos Beteta. Además, Juan Pablo González ha participado en cuatro seminarios (de 2003 a 2005) organizados por FAES, entre cuyos patronos están algunos de los nombres que aparecen en los papeles de Bárcenas: Mariano Rajoy, Ángel Acebes, Esperanza Aguirre, Francisco Álvarez-Cascos, Javier Arenas, Jaime Ignacio del Burgo, Jaime Mayor Oreja, Eugenio Nasarre, Rodrigo Rato y Federico Trillo-Figueroa. También por su pasado cargo de magistrado de enlace con Francia, nombrado por el gobierno de Rajoy. Igualmente, por haber votado contra la recusación de Concepción Espejel y Enrique López para juzgar el caso Gürtel. El PSPV también recusa al instructor por llevar más de dos años que es el máximo que se puede estar en situación de interinidad. El 17 de enero de 2018, la Fiscalía Anticorrupción –a través de las fiscales Concepción Sabadell y Concepción Nicolás– apoyó a las cuatro acusaciones populares y pidió que se retirase al juez recusado por su proximidad al Partido Popular tanto de las piezas separadas del caso Gürtel como del caso de la caja B del Partido Popular.

## Premios y condecoraciones
- 2003: Premio de la Asociación de Abogados de Familia.
- 2005: Cruz del Mérito Policial, con distintivo blanco.
- 2009: Gran Cruz de la Orden de San Raimundo de Peñafort.
- 2012: Premio Domingo de Soto, del Centro Segoviano de Madrid, a la mejor labor en el mundo del Derecho.[28]